# Sant Vicenç de Castellet
Sant Vincenç de Castellet là một đô thị trong comarca Bages, tỉnh Barcelona, Catalonia, Tây Ban Nha.

## Biến động dân số
| 1900 | 1930 | 1950 | 1970 | 1986 | 2007 |
| ---- | ---- | ---- | ---- | ---- | ---- |
| 1429 | 3094 | 4008 | 6831 | 7625 | 8096 |